# Acta Sociologica
Acta Sociologica är en kvartalsvis publicerad expertgranskad akademisk tidskrift som täcker alla områden inom sociologi grundad 1955.  Den är det Nordiska sociologförbundets officiell tidskrift. Tidskriften publicerar originalforskning, bokrecensioner och översiktsartiklar och fokuserar på forskning som komparativt jämför nordiska länder med varandra eller med andra länder. Nordiska universitet som Stockholms universitet, Köpenhamns universitet och Universitetet i Oslo, är bland de regelbundna bidragsgivarna till tidskriften.